# Америчка Девичанска Острва на Светском првенству у атлетици у дворани 2010.
Америчка Девичанска Острва су учествовала на 13. Светском првенству у атлетици у дворани 2010. одржаном у Дохи (Катар) 8 од 12. до 14. марта. То је било десето светско првенство у дворани на којем су учествовала. Репрезентацију је представљала једна атлетичарка који се такмичила у трци на 60 метара.
Такмичарка Америчких Девичанских Острва Лаверн Џоунс-Ферет освојила је сребрну медаљу за своју земљу на светским првенствима у дворани.

## Дисквалификација
Децембра 2010. откривено је да је Лаверне Јонес-Ферет, која је почетком ове године забележила најбољи светски резултат у последњих 10 година, користила забрањену супставцу. Дисквалификована је а освојена, медаља јој је одузета уз казну са 6 месеци забране учешћа на атлетским такмичењима.

## Учесници
Жене:
- Лаверн Џоунс-Ферет — 60 метара

## Резултати

### Жене
| Атлетичарка        | Дисциплина | Лични рекорд | Квалификације | Квалификације | Полуфинале | Полуфинале | Финале   | Финале | Детаљи |
| Атлетичарка        | Дисциплина | Лични рекорд | Резултат      | Место         | Резултат   | Место      | Резултат | Место  | Детаљи |
| ------------------ | ---------- | ------------ | ------------- | ------------- | ---------- | ---------- | -------- | ------ | ------ |
| Лаверн Џоунс-Ферет | 60 м       | 6,97 НР      | 7,14          | 1. у гр. 3 КВ | 7,05       | 1 у пф 2.  | 7,03     |        | ДИСК   |